# 卡斯特尔普拉尼奥
卡斯特尔普拉尼奥（義大利語：Castelplanio），是意大利安科纳省的一个市镇。总面积15.07平方公里，人口3543人，人口密度235.1人/平方公里（2009年）。ISTAT代码为042012。